# Justus Forman

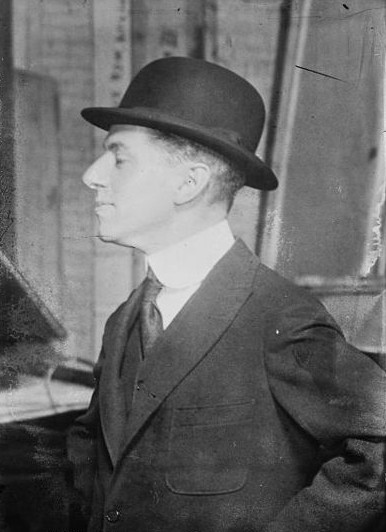
Justus Forman (1910).

Justus Miles Forman (* 1. November 1875 in Le Roy, New York; † 7. Mai 1915 im Nordatlantik) war ein US-amerikanischer Schriftsteller und ein am Broadway in New York aktiver Bühnenautor.

## Leben und Schaffen

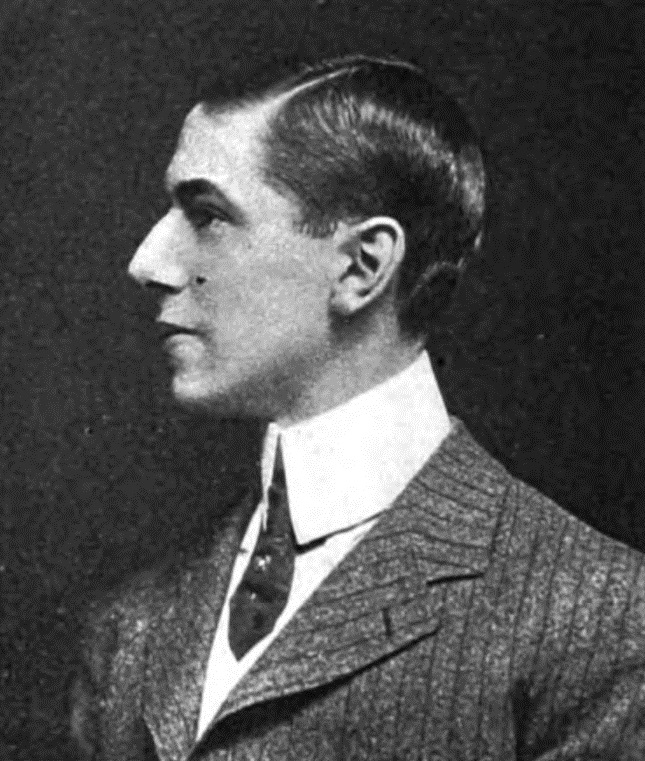
Portrait, nicht später als 1903.

Forman war der Sohn von Jonathan Miles Forman (1803–1890) und dessen zweiter Frau Mary Melissa (Cole) Forman (1834–1879). Nach dem frühen Tod seiner Mutter zog er nach Minneapolis (US-Bundesstaat Minnesota) zu seinem Halbbruder Frank W. Forman, der aus der ersten Ehe seines Vaters stammte. Forman studierte an der Universität von Yale in New Haven, Connecticut und graduierte 1898. Danach ging er nach Paris und führte sein Studium fort. Dort begann er mit dem Schreiben von Kurzgeschichten, die er selbst „kleine heitere Sachen“ nannte und die in verschiedenen amerikanischen Zeitschriften veröffentlicht wurden. Er bekam Fanpost von sehr vielen Frauen, die ihn fragten, ob er genau so attraktiv sei, wie seine Romanhelden. Forman hat nie geheiratet.

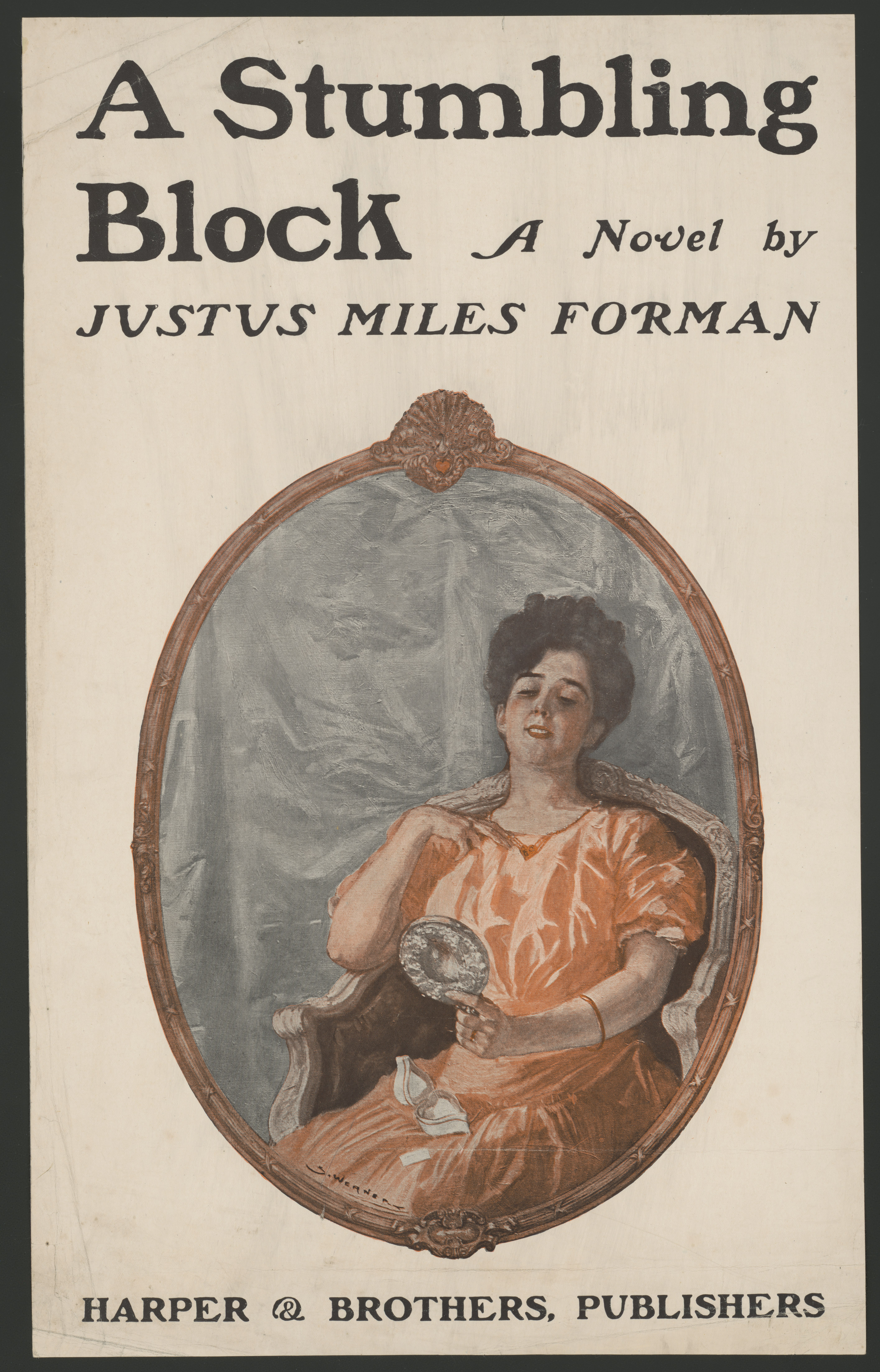
Umschlag des Romans A Stumbling Block, Harper & Brothers, 1907.

Er gewöhnte sich schnell an, die eine Hälfte des Jahres in Minneapolis, die andere in New York zu verbringen. Er bereiste oft den Pazifischen Ozean. Die farbigen Reiseberichte, die auf diesen Trips entstanden, verkaufte er erfolgreich an amerikanische Magazine. Zu seinen bekanntesten Romanen zählen u. a. The Unknown Lady (Die unbekannte Dame), Journey’s End (Das Ende der Reise) oder Garden Of Lies (Garten der Lügen). Er zählte zu den damals  meistgelesenen amerikanischen Autoren und die Urheberrechte für seine Werke verkauften sich im Ausland besser als die aller anderen amerikanischen Schriftsteller.
Später begann Forman, sich für das Theater zu interessieren und schrieb zu Beginn des Krieges sein erstes Bühnenstück, The Hyphen (Der Bindestrich). Es war für ihn nicht schwer, in der Theaterszene aufgenommen zu werden, war er doch ein guter Bekannter von Charles Frohman, dem populären New Yorker Theaterdirektor. Das Stück handelt von Deutsch-Amerikanern (daher der Bindestrich), von denen es im Zeitalter der Immigration sehr viele in den Vereinigten Staaten gab und die in Zeiten des ausbrechenden Krieges besonders umstritten waren. The Hyphen wurde am 19. April 1915 im renommierten New Yorker Knickerbocker Hotel uraufgeführt, fand aber beim großen Publikum keinen großen Zuspruch. Forman war von diesem Misserfolg enttäuscht, aber dennoch genug von der Zugkraft des Stückes überzeugt, um Charles Frohman zu bitten, mit ihm in Europa nach einem geeigneteren Publikum zu suchen.

## Tod auf derLusitania
Am 1. Mai 1915 gingen Forman, Frohman und andere Mitglieder der New Yorker Künstlerszene wie der Stückeschreiber und Produzent Charles Klein, die Opernsängerin Josephine Brandell sowie die Schauspielerin Rita Jolivet mit ihrem Schwager George L. P. Butler, einem Geschäftsmann, der in jüngeren Jahren unter dem Künstlernamen George Vernon als Sänger und Künstleragent tätig gewesen war, an Bord des britischen Luxusdampfers Lusitania, der am Nachmittag des 7. Mai in Liverpool einlaufen sollte. Forman wollte sich in England nach einem geeigneten Aufführungsort für sein Broadway-Stück umsehen.
Kurz vor der Abreise erhielt Forman einen mysteriösen Anruf von einem Unbekannten mit starkem deutschen Akzent, der ihn vor der Überfahrt mit der Lusitania warnte. Der Mann sagte, wenn Forman mit dem Schiff fuhr, würde er mit ihm „in die Luft gejagt“ werden. Forman nahm ihn nicht ernst und war fest davon überzeugt, dass ihm ein Freund einen Streich spielen wollte. Am Pier 54 angelangt musste er aber feststellen, dass einige seiner Mitreisenden ähnliche Anrufe oder anonyme Postkarten bekommen hatten.
An Bord der Lusitania belegte Forman die Erste-Klasse-Kabine D-2 (Ticket-Nr. 14469). Die Künstlergruppe verbrachte an Bord viel Zeit zusammen; sie dinierten gemeinsam in Speisesaal, spielten Karten und wurden oft zusammen an Deck gesehen. Am 6. Mai war er zusammen mit den anderen zu Gast bei George Kesslers Party in dessen Suite auf dem B-Deck. Am 7. Mai machten die Deutschen ihre Warnung wahr und versenkten die Lusitania elf Seemeilen vor der südirischen Küste. Justus Forman kam bei dem Unglück ums Leben. Über seine letzten Momente ist nichts bekannt, da auch fast alle von seinen Begleitern ihr Leben verloren. Seine Leiche, falls gefunden, wurde nie identifiziert.

## Romane (Auswahl)
- The Garden of Lies (1902)
- Journey's End: A Romance of Today (1903)
- Buchanan's Wife (1906)
- A Stumbling Block (1907)
- Jason: A Romance (1908)
- The Unknown Lady (1911)
- The Opening Door: A Story of the Woman's Movement (1913)